# 日本ナショナル・トラスト協会
公益社団法人日本ナショナル・トラスト協会（にほんナショナルトラストきょうかい）は1992年（平成4年）9月24日に「ナショナルトラストを進める全国の会」のメンバーが環境省を主管として設立した東京都豊島区にある公益社団法人である。
なお、公益財団法人日本ナショナルトラストとは別団体である。

## 概要
国民的財産である美しい自然景観や貴重な文化財・歴史的環境を国民自身が寄付や贈与で保全、利活用しながら後世に継承していくことを目的とする。英国の環境保護団体である「ナショナル・トラスト (The National Trust) 」を範としている。
公益社団法人日本ナショナル・トラスト協会は、各地のトラスト団体のセンター組織として自らも土地取得を行いながら、全国的な普及啓発や政策提言などを行っている。全国34のトラスト団体が、団体正会員・団体会員として参加している。